# Улица Советской Армии (Самара)
Улица Сове́тской А́рмии расположена в Советском и Октябрьском районах городского округа Самара.
Начало берёт около железнодорожной линии, от Южного проезда. Заканчивается у берега реки Волги.
Пересекает множество улиц, в том числе — Промышленности, Мориса Тореза, Юрия Гагарина, Дыбенко, Антонова-Овсеенко, проспект Карла Маркса, улицу Стара Загора, Московское шоссе, Ново-Садовую улицу.
Пересечение улицы Советской Армии и Московского шоссе — одно из самых высоких мест в городе, поэтому оно было выбрано для строительства телецентра. В целом же улица на всём своём протяжении имеет значительный перепад высот, но без холмов и оврагов.

## Парки
Улица Советской Армии пролегает мимо двух крупных парков:
- Парк Дружбы
- Парк имени Юрия Гагарина

## Здания и сооружения

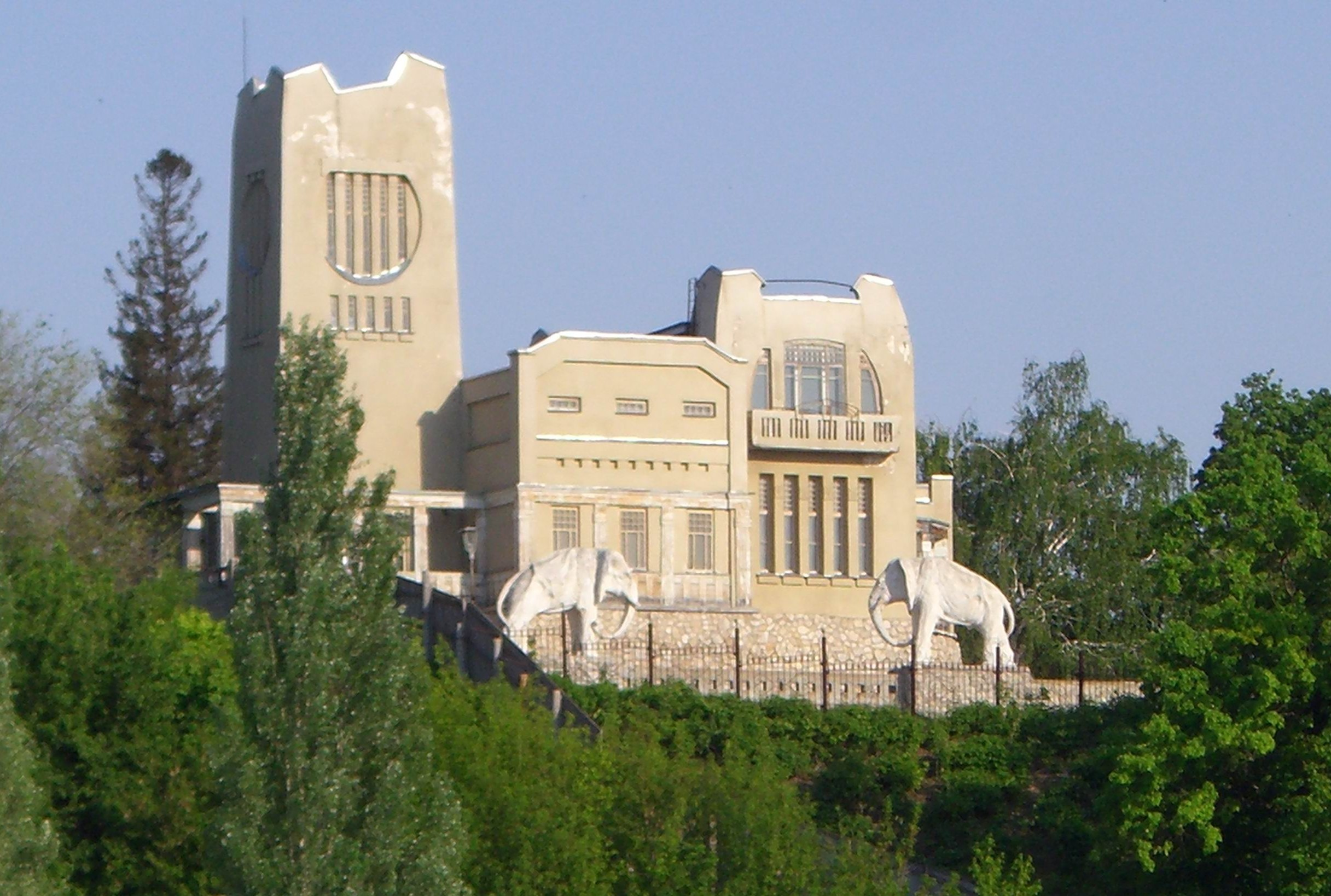
Дача Головкина (Дом со слонами)

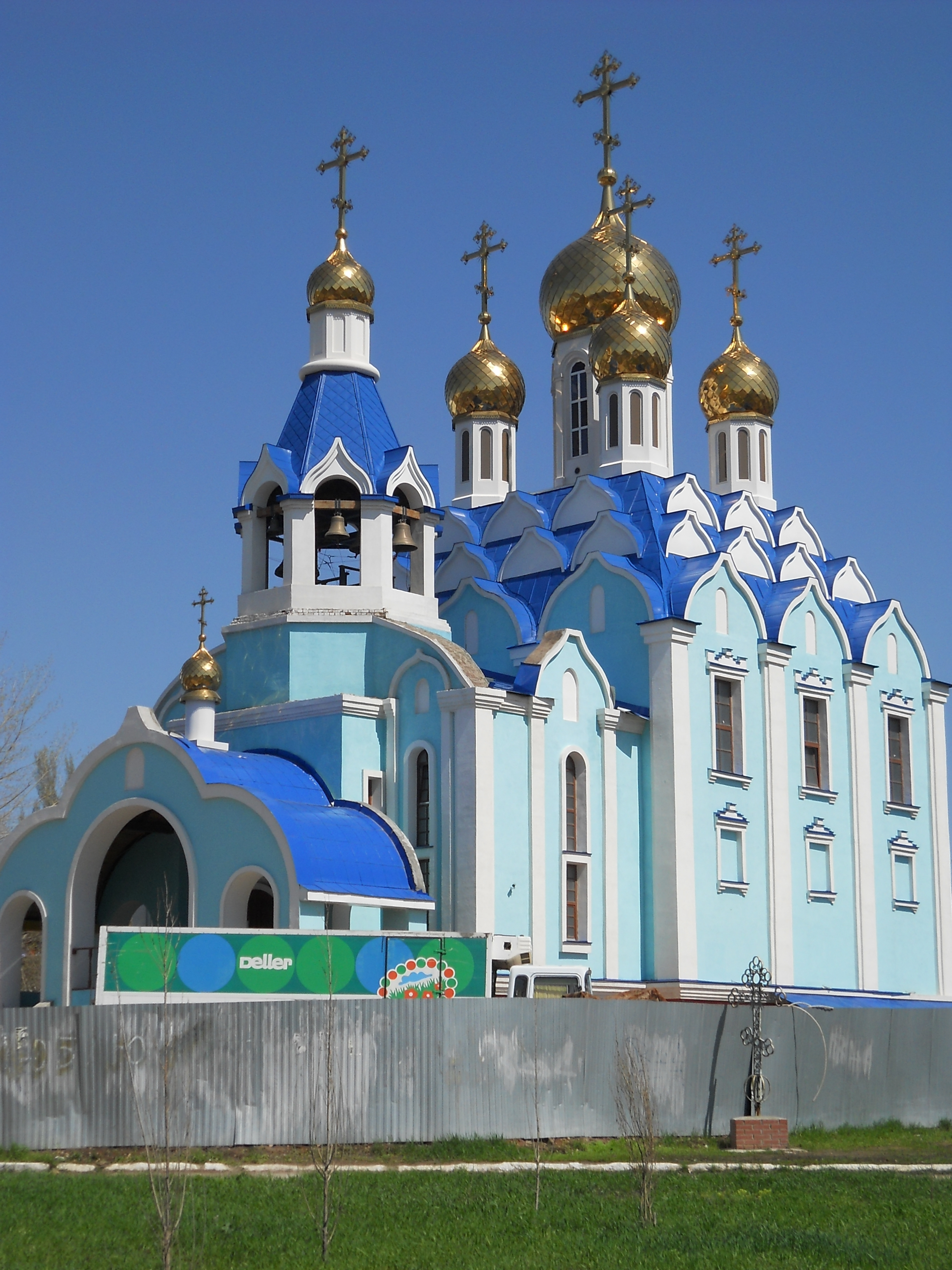
Храм в честь Собора Самарских Святых на пересечении улицы Советской Армии и Московского шоссе

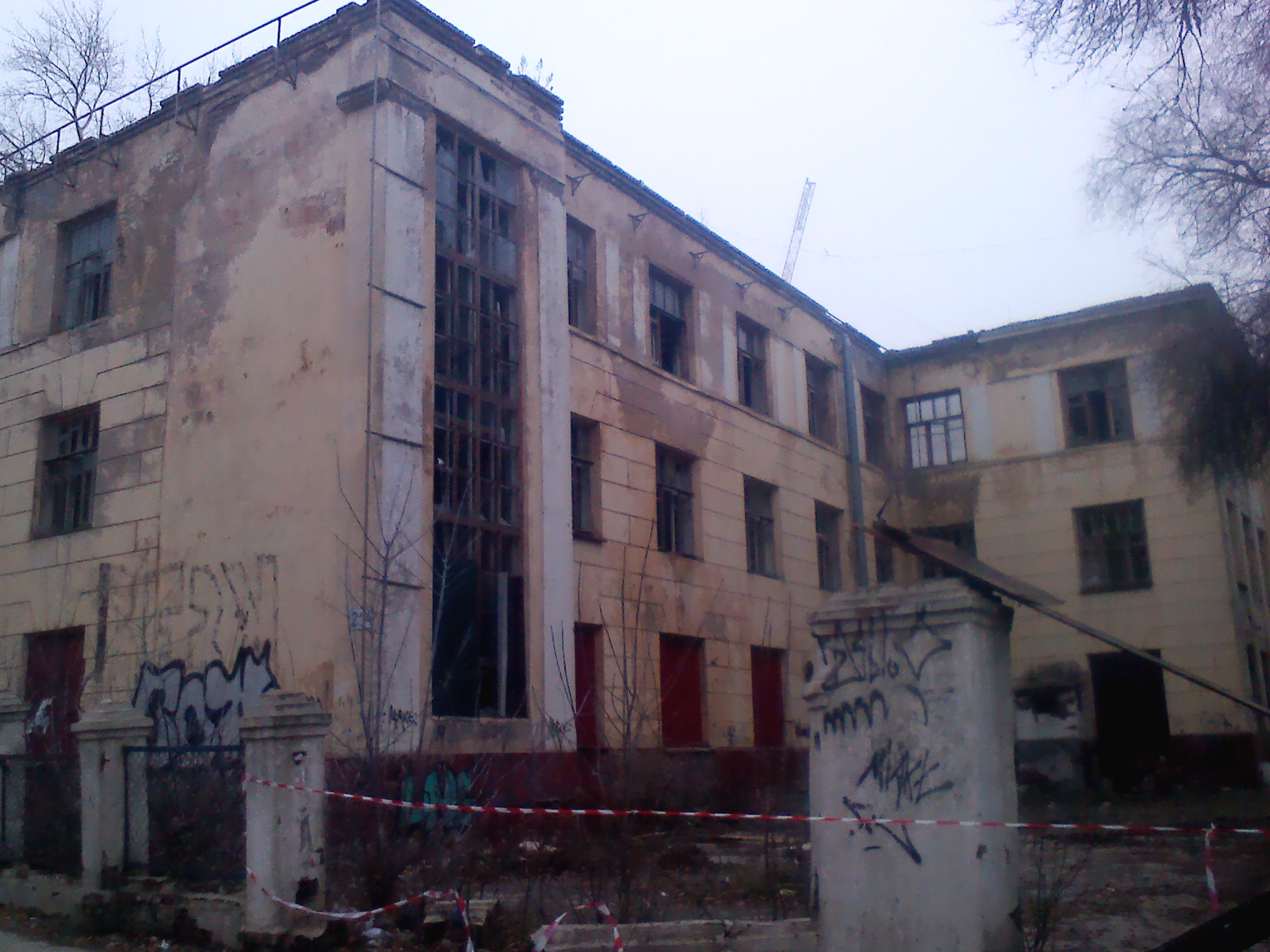
Больница № 5 во время сноса

- Самарский деловой мир
- Завод ОАО «Металлист-Самара»[2]
- детская школа искусств № 21[3]
- стадион «Заря».[4]
- Самарский торгово-экономический колледж[5]
- гимназия «Перспектива»[3]
- Администрация Советского района[6]
- Прокуратура Советского района города Самары
- Прокуратура Волжского района Самарской области
- городская больница № 6[7]
- средняя общеобразовательная школа № 67[3]
- средняя общеобразовательная школа № 152[3]
- Советский районный суд
- Самарский государственный экономический университет
- офисный центр «Витязь»[8]
- продовольственный рынок «Торговый городок»
- ТОЦ «Информатика»
- Поволжский государственный университет телекоммуникаций и информатики, корпус № 2
- Храм в честь Собора Самарских Святых[9]
- Самарский телецентр
- Городская больница № 5[10]
- Городская поликлиника № 9
- дом культуры «Современник»
- несколько профилакториев
- Храм в честь Святителя Спиридона Тримифунтского Чудотворца (дом 251Б)[11][12][13]
- универсальный комплекс «МТЛ Арена»[14], спортклуб «Планета Фитнес»
- НФС (насосно-фильтровальные станции и цеха МП «Самараводоканал»[15]
- Дом со слонами

а также кафе, автозаправки, магазины, парикмахерские, аптеки и др.

## Почтовые индексы
- 443011
- 443023
- 443029
- 443066
- 443067
- 443081
- 443090[17]

## Интересные факты
В Самаре есть ещё одна улица, названная в честь Советской армии — Красноармейская.
С 1940-х по начало 2000-х годов вдоль улицы Советской Армии от проспекта Карла Маркса до Московского шоссе проходила промышленная железнодорожная ветка на завод имени Тарасова.

## Транспорт
Автобус23, 30, 35, 37, 47, 50, 56, 61, 70, 75.
Маршрутные такси и коммерческие автобусы21м, 88, 89, 213, 261, 396, 429.
Трамвайпересекает по ул. Промышленности (маршруты 3, 4, 11, 23), по ул. Антонова-Овсеенко (2, 4, 13, 23), по Ново-Садовой (5, 20, 20к, 22).
Троллейбуспересекает по улице Антонова-Овсеенко (маршрут 15), по Московскому шоссе (4, 12, 17, 19, 20).
Метростанция «Советская» в 500 метрах по улице Юрия Гагарина.
Электричкаплатформа «Киркомбинат» в 800 метрах по Южному проезду.
В 2021 году на пересечении улиц Советской Армии и Ново-Садовой началось строительство двухуровневой шестиполосной транспортной развязки, и закончили в 2022 году. О необходимости строительства этой развязки говорилось ещё в 2015 году.